# Richard Payne (cónego)
Richard Payne (falecido em 1507) foi um cónego de Windsor de 1499 a 1507.

## Carreira
Ele foi nomeado:
- Prebendário de Minor Pars Altaris em Salisbury 1490
- Almoner da Rainha
- Mestre do Hospital de Santa Catarina perto da Torre 1499
- Reitor de Debden, Essex

Ele foi nomeado para a quinta bancada na Capela de São Jorge, Castelo de Windsor em 1499 e ocupou a canonaria até 1507.